# Dennis Salanović
Dennis Salanović (Vaduz, 26 de febrero de 1996) es un futbolista liechtensteiniano que juega de centrocampista en el F. C. Balzers de la 2. Liga Interregional.

## Selección nacional
Salanović debutó con la selección de fútbol de Liechtenstein el 4 de septiembre de 2014 en un partido que su selección perdió por 3-0 frente a la selección de fútbol de Bosnia y Herzegovina.
Marcó su primer gol el 14 de diciembre de 2017 en la victoria de su selección por 2-1 frente a la selección de fútbol de Catar. Su segundo gol con la selección llegó en la Liga de Naciones de la UEFA 2018-19 donde marcó en la victoria de su selección por 2-0 frente a la selección de fútbol de Gibraltar.

### Goles internacionales
| Núm. | Fecha                   | Lugar                                          | Rival     | Gol | Resultado | Competición                         |
| ---- | ----------------------- | ---------------------------------------------- | --------- | --- | --------- | ----------------------------------- |
| 1    | 14 de diciembre de 2017 | Estadio Hamad bin Khalifa, Doha, Catar         | Catar     | 1-1 | 1-2       | Amistoso                            |
| 2    | 9 de septiembre de 2018 | Rheinpark Stadion, Vaduz, Liechtenstein        | Gibraltar | 1-0 | 2-0       | Liga de Naciones de la UEFA 2018-19 |
| 3    | 16 de octubre de 2018   | Estadio Victoria, Winston Churchill, Gibraltar | Gibraltar | 0-1 | 2-1       | Liga de Naciones de la UEFA 2018-19 |
| 4    | 8 de septiembre de 2019 | Estadio Olímpico de Atenas, Atenas, Grecia     | Grecia    | 1-1 | 1-1       | Clasificación para la Eurocopa 2020 |

## Clubes
| Club                       | País          | Año       |
| -------------------------- | ------------- | --------- |
| F. C. Schaan               | Liechtenstein | 2013-2014 |
| Atlético de Madrid Juvenil | España        | 2014-2015 |
| N. K. Istra 1961           | Croacia       | 2015      |
| F. C. Balzers              | Liechtenstein | 2016      |
| F. C. Rapperswil-Jona      | Suiza         | 2016-2018 |
| F. C. Thun                 | Suiza         | 2018-2021 |
| AC Oulu (cedido)           | Finlandia     | 2021      |
| AC Oulu                    | Finlandia     | 2022      |
| F. C. Lahti                | Finlandia     | 2022      |
| C. F. Talavera             | España        | 2023      |
| York United F. C.          | Canadá        | 2024      |
| F. C. Balzers              | Liechtenstein | 2025-     |